# The Mixtures
The Mixtures — австралийская поп-группа, образовавшаяся в 1965 году и ставшая всемирно известной в 1971 году благодаря хит-синглу «The Pushbike Song» (#1 Aus, #2 UK, #44 U.S.).

## История группы
The Mixtures образовались в 1965 году, когда уроженец Мельбурна Терри Дин, отдыхая на острове Тасмания, познакомился с местным музыкантом Родом Де Клерком. Обе встретились с гитаристом Лори Артуром, участником The Strangers, сыграли джем, обнаружили сходство вкусов и решили объединить творческие усилия. В том же году группа получила контракт с EMI и выпустила дебютный сингл «Coco Joe», за которым последовали ещё два релиза.
В 1969 году The Mixtures перешли на CBS. Год спустя, когда многие австралийские радиостанции объявили бойкот австралийским пластинкам, выпущенным британскими мэйджор-лейблами, группа перешла на Fable Records и выпустила «In the Summertime», кавер на хит Mungo Jerry, который возглавил австралийские чарты и продержался шесть недель на вершине. Следующий сингл «The Pushbike Song» стал всемирным хитом (#1 Aus, #2 UK, #44 U.S. — здесь он был выпущен Sire Records). Также имели успех, но только местный, синглы «Henry Ford» (#43, Aus) и «Captain Zero» (#5, 1971). Группа продолжала выступать и записываться; она распалась в 1976 году.
Мик Флинн перешёл в The Springfields, затем стал участником The New Seekers.

## Список участников
- Laurie Arthur (гитара, вокал) 1965—67
- Greg Cook (ударные, вокал) 1970—1971
- John Creech (ударные, вокал) 1965—70
- Rod De Clerk (бас-гитара, вокал) 1965—67
- Buddy England (вокал) 1969—1970
- Mick Flinn (бас-гитара) 1967—1972
- Dennis Garcia (орган) 1967
- Mick Holden (ударные) 1971
- Gary Howard (ударные) 1970—71
- Alan 'Edgell' James (бас) late 1966
- Idris Jones (вокал) 1967—1969; 1970; 1971
- Don Lebler (ударные) 1971—1976
- Chris Spooner (бас) May 1972—1976
- Fred Weiland (гитара) 1967
- Peter Williams (вокал, гитара) 1971—76

## Дискография (избранное)

### Синглы
- In the Summertime (Fable, 1971)
- The Pushbike Song (Summit, 1971)
- Henry Ford (1971)
- Captain Zero (1971)

### Альбомы
- The Best of the Mixtures (Fable, 1972)
- The Mixtures (Harlequin, 1974)